# Ixia metelerkampiae
Ixia metelerkampiae är en irisväxtart som beskrevs av Harriet Margaret Louisa Bolus. Ixia metelerkampiae ingår i släktet Ixia och familjen irisväxter. Inga underarter finns listade i Catalogue of Life.